# Helena Victoria af Slesvig-Holsten-Sønderborg-Augustenborg
Prinsesse Helena Victoria (født som prinsesse Helena Victoria af Slesvig-Holsten-Sønderborg-Augustenborg); Victoria Louise Sophia Augusta Amelia Helena; 3. maj 1870, død 13. marts 1948) var en augustenborgsk prinsesse, der var medlem af den britiske kongefamilie. 
Helena Victoria var datter af prins Christian af Slesvig-Holsten-Sønderborg-Augustenborg og prinsesse Helena af Storbritannien, der selv var datter af Dronning Victoria af Storbritannien.